# Roskilde Gymnasium
Roskilde Gymnasium (tidligere Amtsgymnasiet i Roskilde), også kaldet AiR, Amtet eller Roskilde Amtsgymnasium.
Gymnasium i Roskildes centrum, placeret omkring Roskilde Domkirke i de bygninger, der før 1969 husede Roskilde Katedralskole. Gymnasiet har knap 1000 elever fordelt på det almene gymnasium og hf. Gymnasiet er ledet af rektor Henrik Nevers og vicerektor Steffen Møllegaard Iversen.
Skolen har tre vigtige værdier: fællesskab, faglighed og forskellighed. Dette går skolen meget op i, og lever også op til det; ifølge undersøgelser lavet i 2012 har Roskilde Gymnasiums afgangselever det højeste gennemsnit i hele region Sjælland. Derudover har alle landets gymnasier lavet trivselsundersøgelser, hvori Roskilde Gymnasium har det 4. bedste resultat af alle landets skoler. Og dem, som har 1., 2. og 3. pladsen er alle skoler med under 500 elever, altså er skolen det store gymnasium, der har den bedste trivsel. Skolen er et sted, hvor der er plads til alle. Der er mange meget anderledes mennesker på skolen, og den er også rygtet for at være der, hvor alle hippierne går, men eleverne trives ifølge undersøgelsen alligevel, altså kan man konkludere, at der også er plads til forskellighed.
1. januar 2007 skiftede gymnasiet navn til Roskilde Gymnasium som følge af kommunalreformens nedlæggelse af amterne.
Roskilde Gymnasium benævnes med slangudtrykket Amtet. Udtrykket er opstået for at skelne mellem dette gymnasium og de to øvrige gymnasier i Roskilde; Roskilde Katedralskole og Himmelev Gymnasium. Mere internt på skolen bruges også forkortelserne AiR og RAG.
Per 1. Januar 2009 er der oprettet elevudvalg, som hjælper skolen med planlægning af diverse. I rådene sidder der 6 elever og 6 lærere, og, i tilfælde af stemmelighed, har rektor den afgørende stemme. I udvalgende sidder der ud over de 12, en ordstyrer, som også har funktionen af sekretær, samt sætter dagsordenen for mødet. Alle udvalg står til ansvar overfor elevrådsformanden.

## Beliggenhed
Nordfløjen af den gamle rektorbolig, som er fra 1700-tallet, er Roskilde Gymnasiums ældste bygning. Den nyeste del af skolen stod færdig i september 2012. Det er en ny science-bygning på 875 kvm. Bygningen har en eliptisk grundplan med en højtliggende underetage, en såkaldt multisal, og to overliggende etager med hver to moderne klasselokaler og et mellemliggende laboratorium. Bygningens ydre bliver beklædt med kobber. Ud over sit æstetiske bidrag til omgivelserne vil bygningen bidrage til yderligere at styrke undervisning, udfoldelsesmuligheder og trivsel på Roskilde Gymnasium.
De øvrige bygninger spreder sig tidsmæssigt mellem disse to yderpunkter. Sammenlagt står skolen i dag med både en helt moderne og en moderniseret bygningsmasse, som er velegnet til alsidige undervisningsformer. IT-udstyret er på et højt niveau, og der er naturligvis trådløs opkobling til internettet.
Det, at skolens bygninger ligger spredt opleves i høj grad som en kvalitet, ikke som en besværlighed. Såvel inde som ude kan de, der til daglig befolker denne skole, opleve både det historiske vingesus og atmosfæren ved mødet mellem nyt og gammelt.
På YouTube kan man se Roskilde Gymnasiums videoer om samfundsfaglige emner.

## Skoleblad
Gymnasiet har et skoleblad ved navn AiR-condition, som rapporterer spændende emner og alt hvad der foregår på skolen. Det udkommer ca. 6 gange om året, og er lavet af lærere og elever i fællesskab.